# Герб Калуша
Герб Ка́луша — офіційний символ-герб міста Калуша (райцентр Івано-Франківської області), затверджений рішенням XXVII сесії Калуської міської ради XXI скликання 24 вересня 1993 року.
Автор проєкту — А. Гречило.

## Опис
Герб Калуша являє собою щит, у синьому полі якого зображена золота літера «К» (початкова від назви міста Калуш), три срібні соляні топки, що вказують на історичну статтю прибутків калушан-солеварів, і золотий півмісяць — на знак перемоги короля Собеського над турками (існує також версія, що зображення півмісяця перейшло на герб Калуша ще у XVI ст. з родового герба тогочасних власників міста Сєнявських — «Леліва»).
Щит обрамований декоративним картушем і увінчаний срібною міською короною.

## З історії герба
Сучасний герб Калуша, але без обрамування, повторює історичний символ міста, що діяв у австрійський період.
У радянський період у 1978 році був затверджений такий герб Калуша: на золотому картуші в червоному щиті з зубчастою верхівкою — срібне коло з чорною кристалічною структурою в ньому; над колом — золоті назва міста «КАЛУШ» і серп з молотом.
Вже за незалежності України 24 вересня 1993 року сесія Калуської міської ради перезатвердила історичний герб міста.

## Виноски
1. ↑  Інформація про герб Калуша радянського періоду на сайті «Українська геральдика». Архів оригіналу за 7 березня 2016. Процитовано 29 жовтня 2010.

## Джерело
- Гречило А. Герби та прапори міст і сіл України. — Львів, 2004. — Ч. 1. — С. 82.
- Сайт УГТ
- Інформація про сучасний герб Калуша на сайті «Українська геральдика» [Архівовано 5 березня 2016 у Wayback Machine.]